# Passers By (film fra 1920)
Passers By er en amerikansk stumfilm fra 1920 af J. Stuart Blackton.

## Medvirkende
- Herbert Rawlinson som Peter Waverton
- Leila Valentine som Margaret Summers
- Ellen Burford som Beatrice Dainton
- Pauline Coffyn som Hurley
- William J. Ferguson som Pine
- Tom Lewis som Nighty
- Dick Lee som Burns
- Charles Stuart Blackton som Peter